# Earnie Stewart
Earnie Stewart, född 28 mars 1969, är en amerikansk före detta professionell fotbollsspelare som deltagit i två VM-slutspel. VM 1994 på hemmaplan och fotbolls-VM 2002 i Japan och Sydkorea.
Under VM 1994 gjorde han mål i den omtalade matchen mot Colombia. Efter turneringen sköts den colombianska försvararen Andrés Escobar, som hade utsetts till syndabock i matchen, till döds. USA vann med 2-1, det första var ett självmål av Escobar och det andra var det Stewart som satte.
Earnie Stewart har spelat i det holländska klubblaget NAC Breda.